# 2012年リアジェット25墜落事故
2012年リアジェット25墜落事故（2012ねんリアジェット25ついらくじこ）は、2012年12月9日にメキシコで発生した航空事故である。モンテレイ国際空港からトルカ国際空港へ向かっていたスターウッド・マネジメントのリアジェット25が離陸の数分後に墜落し、乗員乗客7人全員が死亡した。

## 事故機
事故機のリアジェット25（N345MC）は、1969年に製造番号25-046として製造された。
2005年、事故機は左右で燃料のバランスが不均等になるという出来事に巻き込まれたが、燃料システムに故障は見られなかった。

## 事故の経緯

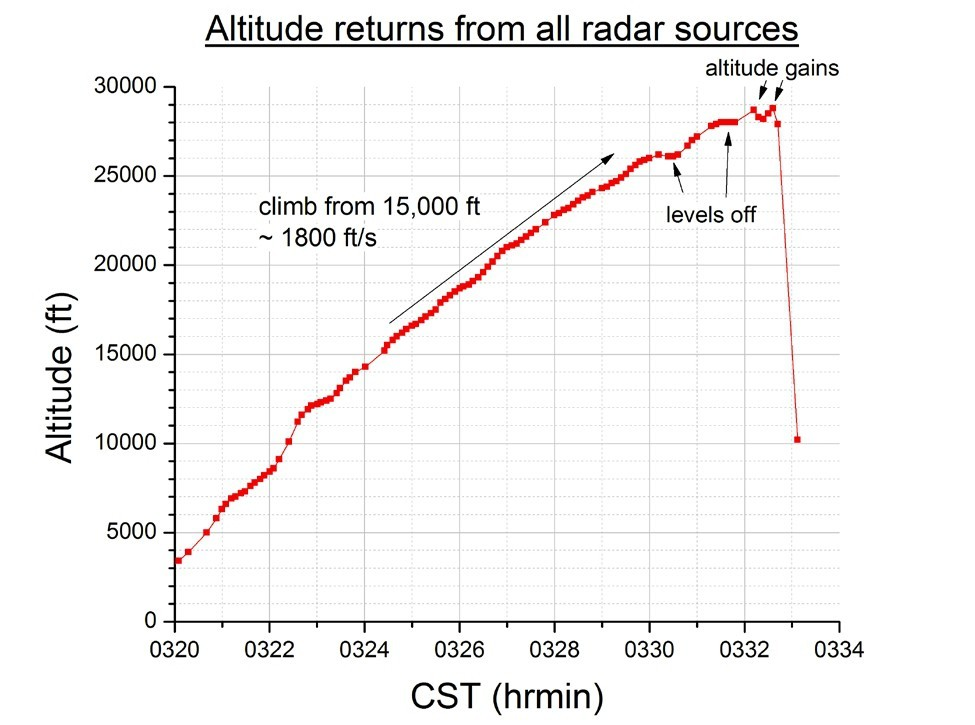
事故機の高度の記録

事故機はモンテレー・アリーナでの公演後にチャーターされた便で、アメリカ人歌手のジェニー・リヴェラを含む5人の乗客が搭乗していた。現地時間3時20分、リアジェット25はモンテレイ国際空港を離陸した。離陸後、リアジェット25は37,000フィート (11,000 m)まで上昇する予定だった。しかし3時30分、機体は26,000フィート (7,900 m)で15秒ほど水平飛行を行った。その後、28,800フィート (8,800 m)まで上昇したが、リアジェット25は突然急降下を開始した。機体は標高5,600フィート (1,700 m)の山岳地帯に墜落した。緊急事態の宣言はなかった。
9日の遅く、ヌエボ・レオン州のイトゥルビデで機体の残骸が発見された。墜落の衝撃により機体は完全に破壊され、搭乗者7人は全員死亡した。

## 事故調査
メキシコの民間航空局（DGAC）が事故調査を行った。事故機の製造、及び登録はアメリカで行われていたため、国家運輸安全委員会（NTSB）が事故調査に加わった。
2014年12月、DGACは最終報告書を発行した。墜落の衝撃によりフライトデータレコーダー（FDR）が破壊されていたため、事故原因の特定は困難だった。また、コックピットボイスレコーダー（CVR）は現場から発見できなかった。

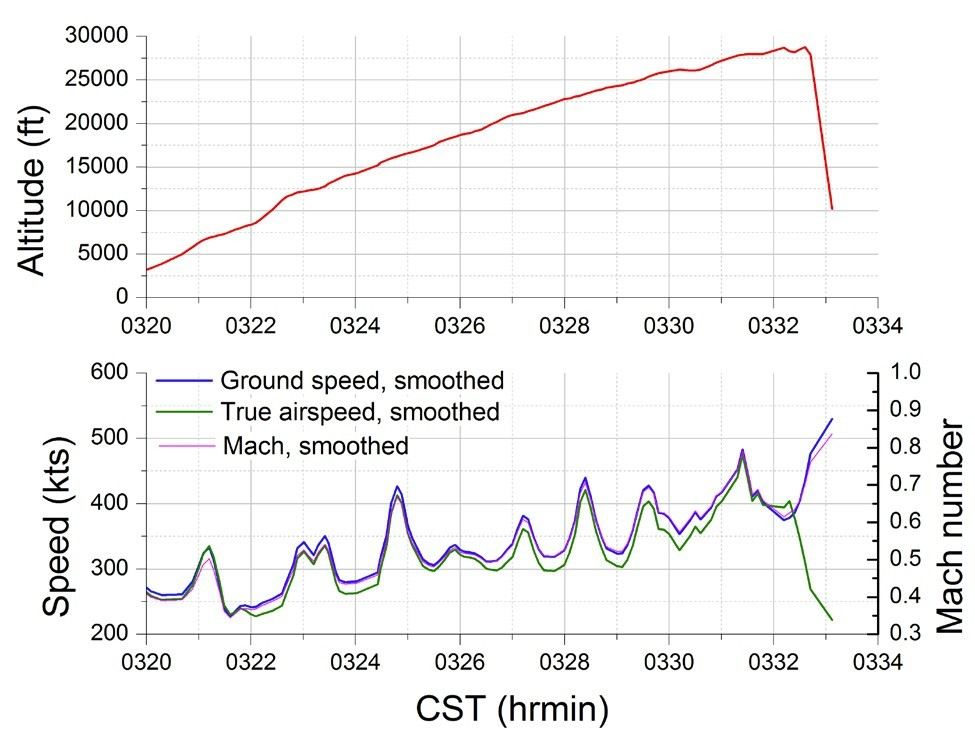
事故機の高度と速度

管制官のレーダー記録から、リアジェット25は28,000フィート (8,500 m)付近を上昇中に突然制御を失い、垂直に近い角度で降下したと推定された。最終的に機体は89度の機首下げ状態で地面に激突した。激突した時の速度は最大運用制限速度を上回っていた。
事故以前に事故機に搭乗したパイロットが、飛行中に操縦桿に異常な振動がみられると報告していた。この事から、事故原因として水平安定板の故障が考えられたが、残骸からその証拠は得られなかった。またNTSBは、事故機の水平安定板のアクチュエータを詳細に検査したが、水平安定板が異常動作を起こしたという証拠は発見できなかった。
最終報告書では墜落は原因不明であると結論付けられた。調査から、パイロットが複数の違反をしていたことが判明した。78歳の機長は定年を越えていた。21歳の副操縦士はリアジェット25の有効な飛行資格を持っていなかった。